# Рогозно (Брестский район)
Рого́зно, также Рогозна (бел. Рагозна) — деревня в Брестском районе Брестской области Беларуси. Входит в состав Знаменского сельсовета. Население — 170 человек (2019).

## География
Деревня Рогозно расположена в южной части района в 30 км к югу от центра города Брест, и в 12 км к юго-востоку от центра сельсовета, агрогородка Знаменка. В 12 км к западу течёт река Западный Буг, по которой здесь проходит граница с Польшей, в 18 км к югу проходит граница с Украиной. Рядом с Рогозно берёт начало река Спановка, приток Западного Буга. Деревня находится в окружении лесов, соединена местной дорогой с агрогородком Медно. Ближайшая ж/д станция в Дубице (линия Брест — Томашовка).

## История
В XVIII веке деревня известна как Рогознечка, принадлежала Берестейскому повету Берестейского воеводства Великого княжества Литовского.
После третьего раздела Речи Посполитой (1795) в составе Российской империи, с 1801 года — в Гродненской губернии. Владение Бельских, с 1823 года — Галичских и Ясинских, в 1873 году в составе имение Медно Меднянской волости Брестского уезда принадлежала князю Баратынскому. В 1868 году в деревне проживало 158 мужчин и 198 женщин.
В январе 1873 года крестьяне деревни оказали сопротивление уездному полицмейстеру, на усмирение была послана рота солдат. В 1890 году крестьяне сельского общества имели 349 десятин земли. По переписи 1897 года — 95 дворов.
В Первую мировую войну с 1915 года оккупирована германскими войсками. Согласно Рижскому мирному договору (1921) деревня вошла в состав межвоенной Польши, где принадлежала гмине Медно Брестского повета Полесского воеводства. В 1921 году село насчитывало 61 двор. С 1939 года в составе БССР.
В 1941 году — 150 дворов. В Великую Отечественную войну гитлеровцы сожгли большую часть деревни, убили 147 жителей.

## Население
На 1 января 2018 года насчитывалось 173 жителя в 90 хозяйствах, из них 13 моложе трудоспособного возраста, 87 — в трудоспособном возрасте и 73 — старше трудоспособного возраста.

## Достопримечательности
- Братская могила жертв фашизма (1944) —  Историко-культурная ценность Республики Беларусь, шифр 113Д000108. Похоронены 5 погибших лётчиков и 44 партизана и жителя деревни, расстрелянных фашистами. В 1977 году на могиле установлен обелиск[5].

## Инфраструктура
Имеются фельдшерско-акушерский пункт в здании бывшей школы, магазин, кладбище, а также молитвенный дом баптистов.